# Stadion Dinamo w Samarkandzie
Stadion Dinamo – wielofunkcyjny stadion w Samarkandzie, w Uzbekistanie. Swoje mecze rozgrywa na nim drużyna Dinamo Samarkanda. Obiekt może pomieścić 12 500 widzów. Na stadionie dwukrotnie w spotkaniach towarzyskich wystąpiła piłkarska reprezentacja Uzbekistanu, 11 lipca 1999 roku pokonała Malezję 3:0, a 18 sierpnia 1999 roku wygrała z Azerbejdżanem 5:1.